# Sílvia Tomàs
Sílvia Tomàs (Barcelona, 17 d'agost de 1990) és una cantautora catalana que escriu cançons compromeses amb els problemes del seu temps, basades en reflexions, experiències, emocions i en l'anhel de transformar el món. Tota la seva música està gravada amb llicència Creative Commons i es pot descarregar gratuïtament des del seu web.
Des de 2013 l'acompanyen els músics Guillem Boada al teclat i Mateo Martínez a la guitarra, formant Sílvia Tomàs Trio.

## Discografia
- 2012: Decido / Decideixo
- 2014: Desaprendiendo lo aprendido
- 2015: «Carta a Kobane» (senzill)[4]
- 2017: Següent pas
- 2017: «Al cor» (senzill)
- 2019: «No solució, no problema» (senzill)
- 2022: Jaulas abiertas